# Гейдельбергский Баховский хор
Гейдельбергский Баховский хор (нем. Bachchor Heidelberg) — немецкий камерный хор из Гейдельберга.
Был основан Филиппом Вольфрумом, начал репетировать в июне 1885 года и дал первый концерт 22 февраля 1886 года, в том же году состоялся торжественный концерт хора в рамках празднования 500-летия Гейдельбергского университета. Первоначально специализировался на произведениях Иоганна Себастьяна Баха и музыке эпохи барокко, но к настоящему времени расширил свой репертуар вплоть до музыки современных композиторов.
За более чем столетнюю историю хор сменил всего четырёх художественных руководителей. В ранние годы его существования среди дирижёров, становившихся за его пульт, были Энгельберт Хумпердинк, Рихард Штраус, Густав Малер и Макс Регер, в более позднее время — Вильгельм Фуртвенглер и Дитрих Фишер-Дискау. С 1987 года хор начал активно гастролировать по миру, в том числе в Израиле (1991, 1993), Симферополе (1999), Шанхае (2005), Риме (2009).

## Хормейстеры
- Филипп Вольфрум (1885—1919)
- Герман Майнхард Поппен (1919—1956)
- Эрих Хюбнер (1956—1985)
- Христиан Кабиц (с 1987)